# Maxthon

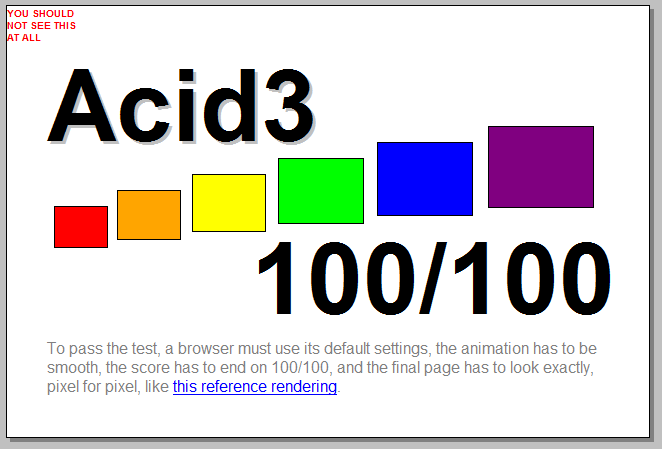
A Maxthon 3 alpha Acid3 tesztje.

A Maxthon, (hivatalos nevén Maxthon Felhőböngésző, eredeti nevén MyIE2) egy ingyenes böngésző, melyet Kínában fejlesztettek ki 2002-ben, majd 2003-ban átneveztek Maxthonra. A böngésző számos operációs rendszerre elérhető, köztük Windows-ra, Linuxra és OS X-re. Ugyancsak elérhető iOS-re (iPhone, iPod touch, iPad) és Androidra (okostelefonok, táblagépek) Maxthon Mobile néven. Megjelenése óta a 3-as verziójú Maxthon egyaránt támogatja a Trident és WebKit böngészőmotort.

## Történet
Az androidos okostelefonokra szánt Maxthon Mobile először 2010-ben jelent meg, majd 2011-ben optimalizálták a 10 hüvelykes táblagépekre is.
2012. július 7-én megjelent a Maxthon for Mac.
2012. december 10-én megjelent a Maxthon felhőböngésző (Maxthon 4).

## Fordítás
- Ez a szócikk részben vagy egészben a Maxthon című angol Wikipédia-szócikk ezen változatának fordításán alapul.  Az eredeti cikk szerkesztőit annak laptörténete sorolja fel. Ez a jelzés csupán a megfogalmazás eredetét és a szerzői jogokat jelzi, nem szolgál a cikkben szereplő információk forrásmegjelöléseként.